# Тур Хейердал
Тур Хейердал (на норвежки: Thor Heyerdahl) е норвежки етнограф с познания по зоология, ботаника и география.
Прочува се с експедицията със сала „Кон-Тики“ през 1947 г., когато пропътува около 8000 км за 101 дни от Южна Америка до островите Туамоту. Остава в историята с лодките, които построява, и с вниманието, което обръща на културния обмен.

## Биография

### Образование
Тур Хейердал е роден на 6 октомври 1914 г. в град Ларвик в Южна Норвегия, недалеч от Осло. Още като малък проявява интерес към природата. Вдъхновен от майка си, която работи като уредник на местен музей, Хейердал започва да се интересува от зоология. Докато е още в началното училище организира зоологически музей в стая в дома си. През 1933 г. се записва в университета в Осло, където изучава зоология и география, докато не тръгва на първата си експедиция до Полинезия през 1937 – 1938 г.

### Първи експедиции в Полинезия (1937 – 38) и Северозападна Америка (1940 – 41)
Пристигайки в Полинезия, младият студент Хейердал и съпругата му Лив са приети от Терииероо, полинезийския вожд на Таити, през 1937 г. След като живее според полинезийските обичаи и начин на живот, двамата Хейердал отиват да живеят за година на самотния остров Фатухива от групата на Маркизките острови.
Докато проучва трансокеанския произход на фауната на острова, естественикът следва полинезийските традиции. По онова време Хейердал започва да размишлява над тогавашните теории относно това как жителите на южния Пасифик са достигнали островите. Борейки се с източните ветрове и течения, когато излиза в морето на риболов с полинезийските си приятели, Хейердал отхвърля хипотезите в учебниците, според които островите са открити и заселени от все още неидентифицирани хора от Югоизточна Азия от каменната ера. Според Хейердал е невъзможно тези хора да са пропътували над 15 000 км, борейки се срещу силните течения. Вместо това на него му хрумва идеята, че хората са пристигнали с океанските течения от запад – така, както са дошли флората и фауната. Например той забелязва сладък картоф, чиято родина е Южна Америка.
Хейердал изоставя зоологията и започва интензивно да изпробва своята теория за произхода на полинезийците. Той изказва предположението, че миграцията към Полинезия е последвала естествения пренос в северния Пасифик и така се насочва към Британска Колумбия и Перу. Докато работи в Музея в Британска Колумбия, Хейердал публикува в Интернешънъл Сайънс през 1941 г. теорията си, че в Полинезия пристигат 2 последователни вълни от хора. Според него първата вълна идва в Полинезия от Перу със салове от балсови трупи. Векове по-късно втора етническа група достига Хавайските острови с големи двойни канута от Британска Колумбия. Резултатите от изследванията на Хейердал по-късно са публикувани в труда Американски индианци в Тихия океан (American Indians in the Pacific, Stockholm, London, Chicago, 1952), който помества на 800 страници.
Тъй като Втората световна война избухва, Хейердал се завръща в Норвегия, където се записва в Норвежките свободни сили. Преминава спецподготовка като радист-диверсант. Служи като парашутист във Финмарк. Удостоен е с награда за храброст.

### Кон-Тики (1947)
След войната Хейердал продължава своите изследвания, но учените се отнасят скептично към революционните му теории. За да докаже на практика своята хипотеза, Хейердал решава да построи копие на използвания в древността сал от балсови трупи, който нарича „Кон-Тики“. През 1947 г. Хейердал и още 5 негови спътници отплават от Каляо, Перу и за 101 дни изминават 8000 км, докато стигнат до Туамоту в Полинезия на 7 август 1947 г. Единствената съвременна технология, която използва, е комуникационната апаратура. Хранят се с морска храна. Документалният филм за експедицията печели „Оскар“ през 1952 г. Книгата „Пътешествие на Кон-Тики“ е преведена на 67 езика и има голям успех.
Въпреки скептичното отношение салът се оказва способен да издържи на такъв голям преход и показва, че древните перуанци биха могли да достигнат Полинезия по този начин.

### Експедицията до Галапагос (1952)
След успеха на експедицията с „Кон-Тики“ Хейердал организира и ръководи Норвежката археологическа експедиция до островите Галапагос. Екипът проучва предколумбовите селища и намира инкска флейта и чирепи от над 130 керамични предмети, които по-късно са определени като прединкски. Островите Галапагос се намират на около 1000 км западно от Еквадор и така южноамериканската археология е разширена за пръв път до открития Тихи океан. Успоредно с тази експедиция Хейердал работи с експерти, за да преоткрие изгубеното изкуство на гуара – вид първобитен подвижен кил, използван за мореплаване от индианците в Перу и Еквадор. С това откритие, неизползвано на „Кон-Тики“, става ясно, че южноамериканците са имали всичко необходимо, за да пропътуват големи разстояния в Тихия океан.

### Експедицията до Великденския остров (1955 – 56)
След успеха си Хейердал е насърчен да ръководи голяма археологическа експедиция до най-усамотения остров в Тихия океан: Великденския остров. Екип от 23 души достига острова и извършва първите археологически разкопки. Те скоро откриват, че на Великденския остров някога е имало гора, докато тя не е била изсечена от обитателите на острова, които също така засадили тръстика и други южноамерикански растения.
Радиовъглеродното датиране показва, че островът е бил населен от около 380 г., или хиляда години по-рано от хипотезите на тогавашните учени. Разкопките разкриват, че някои от древните каменни издълбавания на острова са сходни с древните традиции в Перу. Според някои от жителите на Великденския остров те пристигнали от далечните земи на изток. Резултатите от труда на Хейердал са представени и дискутирани обстойно на Десетия тихоокеански научен конгрес в Хонолулу през 1961, където те са подкрепени от единодушното заявление, че „Югоизточна Азия и близките острови представляват една важна част народите и културите в островите в Тихия океан и Южна Америка“. Така теорията на Хейердал за миграциите от изток получава солидно признание.

### Експедициите с Ра (1969 – 70)
Тур Хейердал продължава своите изследвания върху древното мореплаване, но вече насочва вниманието си към древните тръстикови лодки, направени от папирус. Тези лодки са били смятани за неспособни на преминаване през Атлантическия океан, тъй като се смятало, че тръстиковите лодки ще се напълнят с вода след по-малко от две седмици във вода. Хейердал обаче смята, че съвременната наука подценява древните плавателни съдове и се опитва да им докаже своето предположение нагледно. През 1969 купува 12 тона папирус и заедно с експерти построява плавателен съд по древен стил. Резултатът е 15-метрова лодка, която е спусната в древното финикийско пристанище Сафи в Мароко. В духа на сътрудничеството, Хейердал тръгва под флага на ООН заедно със седем души от седем държави. Папирусовата лодка „Ра“ изминава 5000 км за 56 дена, докато не е изоставена поради бурите и недостатъците в конструкцията. Само една седмица оставала до пристигането в Барбадос.
Десет месеца по-късно Хейердал повтаря експеримента, но този път с 12-метровата „Ра II“. С тази лодка той прекосява най-широката част (6100 км) на Атлантика за 57 дена – от Сафи до Барбадос. Още веднъж той доказва, че съвременната наука е подценила дълбоко забравените първобитни техники. Теорията, че средиземноморските плавателни съдове, построени преди Колумб, не биха могли да прекосят Атлантика, е разбита. Хейердал доказва също така, че древните египтяни биха могли да общуват с Южна и Северна Америка.

### След 1970
В последвалите години Хейердал води много други експедиции, включително по р. Тигър (1977). Лодката му се казва „Тигрис“ и с нея той трябва да покаже, че цивилизацията от индуската долина в Индия би могла да е имала търговски/миграционни връзки с Месопотамия. „Тигрис“ е изгорена от Хейердал в Джибути на 3 април 1978 в знак на протест срещу войните около Червено море и Африканския рог. Води експедиция и в Малдивите (1982, 1983 и 1984). Завръща се на Великденския остров през 1986 – 1988. През 1989 се завръща в Перу, където открива цяла долина с древни пирамиди, и стои там до 1994. В Тенерифе е през 1991, 1999 и 2000.
През 1993 пристига на Канарските острови, където разкопава няколко хълма и намира пирамиди, построени от гуанчите – древен народ, избит от испанците през 15 век.
През 2001 води археологическа експедиция в Русия, за да докаже хипотезата, че прадедите на съвременните норвежци са пристигнали от бреговете на Азовско море.
След като разбира, че страда от рак на мозъка, Хейердал се отказва от медицинска помощ и се прибира в дома си в село Кола Микари в околностите на италианския град Андора, провинция Савона на регион Лигурия. Там той умира по време на сън на 18 април 2002 на 87-годишна възраст.

## Отличия
- Doctor Honoris Causa на Университета в Осло, Норвегия, 1961
- Медал „Ломоносов“ на Московския университет, 1962.
- Златен медал на Кралското географско общество в Лондон, 1964.
- Орден за служба, Египет, 1971.
- Награда „Кирил и Методий“ на Българското географско общество, 1972.
- Международна награда „Пахлави“ на Обединените нации, 1978.
- Офицер на Ордена на Слънцето в Перу, 1975
- Орден „Златна арка“, Холандия, 1980
- Doctor Honoris Causa на Руската академия на науките, 1980
- Награда „Брадфорд Уашбърн“, Музей на науките в Бостън, САЩ, 1982.
- Doctor Honoris Causa на Университета „Сан Мартин“, Лима, Перу, 1991.
- Doctor Honoris Causa на Хаванския университет, 1992
- Doctor Honoris Causa на Киевския университет, Украйна, 1993.
- Международна награда на Географското общество на Испания, 1998.
- Doctor Honoris Causa на Университета по химически технологии „Дмитрий Менделеев“, Русия, 1999.
- Австрийско отличие за науки и изкуства, 2000
- Doctor Honoris Causa на Университета в Ростов на Дон, Русия, 2000.